# Rali da Turquia
Rali da Turquia é uma das etapas do Campeonato Mundial de Rali (WRC).
O Rali da Turquia era a 13ª etapa do WRC. Em 2006 foi disputado nos arredores de Kemer – Kumluca - Antalya, no sudoeste da Turquia, sob uma gravilha poeirenta e estradas com muita pedra que levavam às montanhas onde muitas vezes a neve aparecia. O quartel-general e o parque de assistência estavam localizadas em Kemer.

## História
O primeiro rali internacional na Turquia foi em 1972, com partida e chegada em Istambul. Em 1999, a ideia de conceber um novo rali para o WRC foi posta em prática. No ano seguinte em 2000, o Rali da Anatólia com base em Izmir tomou forma. Após ter sido observado pela FIA, o rali tornou-se oficial para uma reserva no WRC.
Antalya e Kemer, uma região de férias no sudoeste da Turquia foram escolhidas em 2001 para a partida e chegada no Rali da Anatólia, com o seu novo formato WRC. Em 2002, as primeira máquinas chegaram, com Sébastien Loeb num Citroën Saxo e Juuso Pykalysto num Peugeot 206 WRC.
A Turquia estreou-se no WRC em 2003. Os primeiros dois anos foram dedicados ao Junior World Rally Championship (JWRC) para ganhar experiência. Em 2005, o Rali da Turquia foi anfitriã pela primeira vez do Production Car World Rally Championship (PWRC).
Em 2005, 75 equipas participaram do Rali da Turquia. Apenas 53 terminaram a distância total de 1.288 quilómetros. Repetindo a sua vitória do ano anterior, Sébastien Loeb venceu com um tempo de 4.21.48.00', com o seu co-piloto Daniel Elena.

## Vencedores
Fundo cor de rosa indica ano em que o rali não fez parte do Campeonato do Mundo.
| Ano  | Nome                         | Piloto           | Carro                |
| ---- | ---------------------------- | ---------------- | -------------------- |
| 2020 | 13. Marmaris Rally of Turkey | Elfyn Evans      | Toyota Yaris WRC     |
| 2019 | 12. Marmaris Rally of Turkey | Sébastien Ogier  | Citroën C3 WRC       |
| 2018 | 11. Marmaris Rally of Turkey | Ott Tänak        | Toyota Yaris WRC     |
| 2010 | 10. Rally of Turkey          | Sébastien Loeb   | Citroën C4 WRC       |
| 2008 | 9. Rally of Turkey           | Mikko Hirvonen   | Ford Focus RS WRC 07 |
| 2007 | 8. Rally of Turkey           | Nicolas Vouilloz | Peugeot 207 S2000    |
| 2006 | 7. Rally of Turkey           | Marcus Grönholm  | Ford Focus RS WRC 06 |
| 2005 | 6. Rally of Turkey           | Sébastien Loeb   | Citroën Xsara WRC    |
| 2004 | 5. Rally of Turkey           | Sébastien Loeb   | Citroën Xsara WRC    |
| 2003 | 4. Rally of Turkey           | Carlos Sainz     | Citroën Xsara WRC    |
| 2002 | 3. Anatolian Rally           | Ercan Kazaz      | Subaru Impreza WRX   |
| 2001 | 2. Anatolian Rally           | Serkan Yazici    | Toyota Corolla WRC   |
| 2000 | 1. Anatolian Rally           | Volkan Isik      | Subaru Impreza WRC   |